# Santa Cruz (departman)
Departman Santa Cruz je najveći departman u Boliviji koji zauzima 33,74% površine države, a nalazi se na istoku zemlje. Ovaj departman graniči s Brazilom i Paragvajem.

## Zemljopis
Departman Santa Cruz proteže se od istočnog kraja Anda do nizinskog područja sliva Amazone i Gran Chaca. Unutar Bolivije ovaj departman graniči s departmanima Beni na sjeveru, Cochabamba na zapadu i Chuquisaca na jugozapadu.
Klima je tropska s kišnim razdobljem u ljeti. Vegetacija varira od kišne šume na sjeveru do savane u Gran Chacu.

## Stanovništvo
Broj stanovnika ovog departmana značajno je narastao u proteklom stoljeću, dijelom i zbog preseljenja stanovništva u ovaj plodni dio zemlje. Samo u zadnjih pola stoljeća broj stanovnika je narastao od 244.658 (1950.) preko 710.724 (1976.) i 1.364.389 (1992.) do 2.029.471 (2001.). Većina stanovništva Santa Cruza nije indijanskog podrijetla. Najveće domorodačke skupine su Kečua, Aymará, Guaraní, Chiquitano i Mojeño.

## Gospodarstvo
U području oko glavnog grada Santa Cruza de la Sierre razvojena je poljoprivreda, dok je na šumovitom sjeveru razvijeno šumarstvo. Ovo su glavne gospodarske grane u departmanu. Ovo područje ima i vrlo velike rezerve prirodnog plina, koje su privatizirane u 1990-ima.

## Referendum za autonomiju
U svibnju 2008. održan je referendum kojim se traži veća autonomija departmana i slabljenje veza sa središnjom vlasti na čelu s Evom Moralesom. Prema djelomičnim rezultatima 86% glasača podržalo je autonomiju. Središnja bolivijska vlast ne smatra referendum legalnim.

## Provincije
Santa Cruz je podijeljen u 15 provincija:
| Provincije             | Glavni grad             | Površina (km²) | Stan. (2001.) |
| ---------------------- | ----------------------- | -------------- | ------------- |
| Andrés Ibáñez          | Santa Cruz de la Sierra | 4821           | 1.260.549     |
| Ángel Sandoval         | San Matías              | 37.442         | 13.073        |
| Chiquitos              | San José de Chiquitos   | 31.429         | 59.754        |
| Cordillera             | Lagunillas              | 86.245         | 101.733       |
| Florida                | Samaipata               | 4132           | 27.447        |
| Germán Busch           | Puerto Suarez           | 24.903         | 33.006        |
| Guarayos               | Ascención de Guarayos   | 27.343         | 31.577        |
| Ichilo                 | Buena Vista             | 14.232         | 70.444        |
| Ignacio Warnes         | Warnes                  | 1216           | 53.231        |
| José Miguel de Velasco | San Ignacio de Velasco  | 65.425         | 56.702        |
| Manuel María Caballero | Comarapa                | 2310           | 20.010        |
| Ñuflo de Chávez        | Concepción              | 54.150         | 93.997        |
| Obispo Santistevan     | Montero                 | 3673           | 142.786       |
| Sara                   | Portachuelo             | 6886           | 37.733        |
| Vallegrande            | Vallegrande             | 6414           | 27.429        |

## Najveći gradovi
| Grad                    | Stanovništvo 2001. (popis) | Stanovništvo 2005. (procjena) |
| ----------------------- | -------------------------- | ----------------------------- |
| Santa Cruz de la Sierra | 1.115.391                  | 1.342.604                     |
| Montero                 | 78.311                     | 88.616                        |
| Camiri                  | 26.587                     | 27.961                        |
| San Ignacio de Velasco  | 19.402                     | 23.569                        |
| Warnes                  | 17.999                     | 22.036                        |
| Cotoca                  | 15.074                     | 18.347                        |
| Yapacaní                | 14.665                     | 18.187                        |
| Mineros                 | 13.365                     | 14.385                        |
| Ascensión de Guarayos   | 12.355                     | 14.429                        |
| El Torno                | 12.000                     | 15.543                        |
| Puerto Suárez           | 11.564                     | 12.253                        |
| Portachuelo             | 10.911                     | 11.485                        |
| El Carmen               | 10.400                     | 14.295                        |

## Vanjske poveznice
- (njem.)Informacije o ovom departmanu na stranicama bolivijskog veleposlanstva u Berlinu  Arhivirana inačica izvorne stranice od 7. listopada 2007. (Wayback Machine)